# Янушевка (Костанайская область)
Янушевка (каз. Янушев) — упразднённое село в Костанайском районе Костанайской области Казахстана. Входило в состав Владимировского сельского округа. Упразднено в 2019 г. Находилось примерно в 51 км к востоку от центра города Костаная. Код КАТО — 395439300.

## Население
В 1999 году население села составляло 361 человек (183 мужчины и 178 женщин). По данным переписи 2009 года, в селе проживало 128 человек (68 мужчин и 60 женщин).